# When We All Fall Asleep, Where Do We Go?
When We All Fall Asleep, Where Do We Go? è il primo album in studio della cantante statunitense Billie Eilish, pubblicato il 29 marzo 2019 dalla Darkroom e Interscope.
È stato riconosciuto ai Grammy Award annuali come album dell'anno e miglior album pop vocale, mentre il singolo Bad Guy ha ottenuto le categorie registrazione dell'anno e canzone dell'anno. Il singolo Everything I Wanted, presente nella riedizione dell'album, è stato premiato all'edizione successiva nella categoria di registrazione dell'anno.

## Antefatti
Il 20 marzo 2018 la Eilish ha confermato di essere al lavoro al proprio album di debutto, che con molta probabilità sarebbe stato pubblicato a fine anno, nonostante avesse confermato a luglio dello stesso anno, in un'intervista con la BBC Radio 1, che il disco sarebbe uscito il 29 marzo 2019. Nel gennaio 2019 l'album era in fase di mastering e il 29 dello stesso mese ha annunciato il titolo e la copertina dell'album attraverso il proprio profilo Instagram. Il preordine del disco è stato reso disponibile a partire dal giorno seguente, insieme alla pubblicazione del singolo Bury a Friend, dalla cui strofa è tratto il titolo dell'album.

## Copertina
La foto di copertina di When We All Fall Asleep, Where Do We Go? è stata scattata da Kenneth Cappello, con il quale Eilish aveva già collaborato per quella del suo EP del 2017 Don't Smile at Me. Dopo aver lavorato con la cantante per delle foto per la rivista her., a Cappello è stato chiesto di fotografare le foto per il suo album di debutto. Le riprese si sono svolte il giorno del compleanno di Eilish, a dicembre, in uno studio a Los Angeles e sono durate dodici ore. La cantante aveva già preparato sketch per la copertina, ispirati dai temi dell'album di incubi notturni e sogni lucidi, nonché dall'interesse di Eilish per i film horror, in particolare Babadook. Affinché sembrasse reale, Cappello non ha aggiunto ulteriori illuminazioni alla foto finale in modo da trasmettere la sensazione che «della porta che si apre e della luce che entra nella camera». Ha scattato diverse varianti di Eilish seduta sul letto, mentre esprimeva una serie di emozioni. Eilish indossava lenti a contatto per riempire completamente gli occhi di bianco. La cantante ha richiesto inoltre aggiungere pochi effetti speciali e ritocchi aggiuntivi sulla foto finale per conservare un senso di «realtà e trasparenza».

## Descrizione

### Stile musicale
L'album è costruito attorno alla produzione di O'Connell che include frequentemente bassi amplificati, percussioni minimaliste e suoni acustici. Le strutture delle canzoni sono tradizionali, composte da melodie accompagnate da tastiere, chitarre o bassi, ma incorporano anche influenze dure e industriali. I critici hanno messo in evidenza influenze indie, elettroniche, pop, EDM, dance pop, synth pop, contemporary R&B, trap e jazz. Il disco è stato notato per la sua produzione minimalista ispirata all'hip hop, dando origine a confronti con l'album di debutto di Lorde, Pure Heroine. L'album è stato inoltre paragonato ai lavori di Lana Del Rey.
Lo stile vocale di Eilish in When We All Fall Asleep è stato spesso descritto come morbido e sussurrato dalla critica specializzata. È stato paragonato anche all'ASMR; mentre altri hanno affermato di aver provato un «formicolio» ascoltando la voce di Eilish.

### Tematiche
I testi affrontano le speranze e le paure della gioventù contemporanea, esplorando la tossicodipendenza, le rotture amorose, i cambiamenti climatici, la salute mentale e il suicidio. In un'intervista con Zane Lowe, Eilish ha spiegato che l'album è stato in gran parte ispirato a sogni lucidi e incubi notturni, rivelando che «è fondamentalmente ciò che accade quando ti addormenti», da cui concetto deriva il titolo del disco. Non è però chiaro se le esperienze che si individuano nei testi siano sue, poiché spesso prende le distanze dal contenuto delle sue canzoni. Eilish ha spiegato a Rolling Stone che lei e suo fratello «scrivono dalle prospettive di altre persone», aggiungendo che metà delle canzoni dell'album «sono immaginarie e metà sono cose che stava attraversando, ma non si saprà mai quali».

### I brani
La traccia di apertura dell'album, !!!!!!!, è una breve introduzione in cui Eilish beve rumorosamente la saliva dal suo Invisalign e annuncia che «questo è l'album» prima di scoppiare a ridere con suo fratello. O'Connell ha spiegato che è servito per «inserire un senso dell'umorismo» in mezzo alla «pesantezza» dell'album. Il seguente Bad Guy è un brano pop e trap, caratterizzato dall'uso di un basso, un kickdrum e schiocchi di dita amplificati; nel testo Eilish schernisce il suo partner, cantando che lei è la «cattiva» piuttosto che lui. Eilish è stata ispirata nella scrittura di Xanny dopo aver partecipato ad una festa nella quale una sua amica «continuava a vomitare e nessuno era spaventato», domandandosi se tutto questo fosse normale; durante il processo di registrazione, Eilish e il fratello hanno creato un suono influenzato da una ragazza che soffia il fumo della sigaretta in faccia alla cantante, insieme ad una batteria e a un loop jazz al fine di replicare la sensazione dell'essere «nel fumo passivo».
You Should See Me in a Crown, che i due fratelli hanno scritto dopo aver visto il terzo episodio della seconda stagione di Sherlock intitolato The Reichenbach Fall, è una canzone dalle sonorità hip hop e trap. All the Good Girls Go to Hell, descritta da Stereogum come una delle «tracce più pazze dell'album», esplora l'idea che Dio e il diavolo «guardino gli esseri umani come un mite gruppo di persone e stessero dicendo "Cosa stanno cercando di fare qui?"». La settima canzone dell'album, When the Party's Over, è una ballata al pianoforte con influenze corali, ed è stata scritta dopo che O'Connell aveva lasciato la casa della ragazza con cui aveva un appuntamento senza un motivo preciso.
L'ottava traccia, intitolata 8, è una ninna nanna che modifica la voce di Eilish per farla sembrare quella di una bambina piccola. Segue My Strange Addiction, dal sound pop, che campiona l'audio di un episodio della sitcom televisiva statunitense The Office intitolato Threat Level Midnight. Il brano successivo, Bury a Friend, è stato descritto come elettronico e minimalista, oltre che un brano industrial; secondo alcuni critici il ritmo ricorda Black Skinhead di Kanye West e la linea vocale risulta simile a People Are Strange dei The Doors. È scritto dalla prospettiva di un mostro sotto un letto, esplorando ciò che «questa creatura sta facendo o sentendo». Il ritmo della canzone conduce perfettamente all'undicesima traccia elettropop Ilomilo, intitolata come il videogioco del 2010.
Le ultime tre tracce si possono leggere collettivamente «Listen Before I Go, I Love You, Goodbye». In un'intervista con Vulture, O'Connell ha affermato che a sua sorella «è piaciuta la leggibilità dei brani», prima di aggiungere che «sono collegati» poiché riflettono «diverse emozioni sull'addio». Le tre canzoni sono poste alla fine dell'album in modo da evitare una brusca interruzione dell'album. Listen Before I Go presenta un delicato accompagnamento di piano e influenze jazz mentre Eilish canta dal punto di vista di qualcuno che sta per suicidarsi, con rumori di strada e sirene aggiunti all'inizio e alla fine della traccia per motivi di atmosfera. Il brano seguente, I Love You, è simile al precedente e utilizza un campionamento di un assistente di linea che parla e di un aereo che decolla. Il suo ritornello è stato paragonato ad Hallelujah di Leonard Cohen. Il testo della canzone finale, Goodbye, contiene un verso con ciascuno dei titoli delle tracce del disco.

## Promozione

### Singoli
You Should See Me in a Crown è stato pubblicato come primo singolo dell'album il 18 luglio 2018. Ha raggiunto la 41ª posizione della Billboard Hot 100. Il relativo vertical video, pubblicato il 10 agosto 2018, ha raggiunto 104 milioni di visualizzazioni, mentre il videoclip ufficiale, pubblicato il 17 aprile 2019, ha superato le 31 milioni di visualizzazioni. Il secondo singolo è stato When the Party's Over, uscito il 17 ottobre 2018; ha raggiunto la 29ª posizione della classifica statunitense e il relativo videoclip, reso disponibile il 25 ottobre 2018, ha superato le 258 milioni di visualizzazioni.
Bury a Friend è stato pubblicato come terzo singolo il 30 gennaio 2019. Ha raggiunto la 14ª posizione della classifica statunitense. Il relativo videoclip, pubblicato lo stesso giorno dell'uscita del singolo, ha raggiunto 175 milioni di visualizzazioni. Come quarto singolo è stato estratto Wish You Were Gay, presentato il 4 marzo 2019. A seguire è stato Bad Guy, pubblicato in concomitanza con l'uscita dell'album. Il singolo finale estratto dall'album è stato All the Good Girls Go to Hell, distribuito a partire dal 6 settembre 2019.
Pur non essendo stato pubblicato come singolo, di Xanny è stato pubblicato un video musicale il 5 dicembre 2019.

### Tournée e album dal vivo

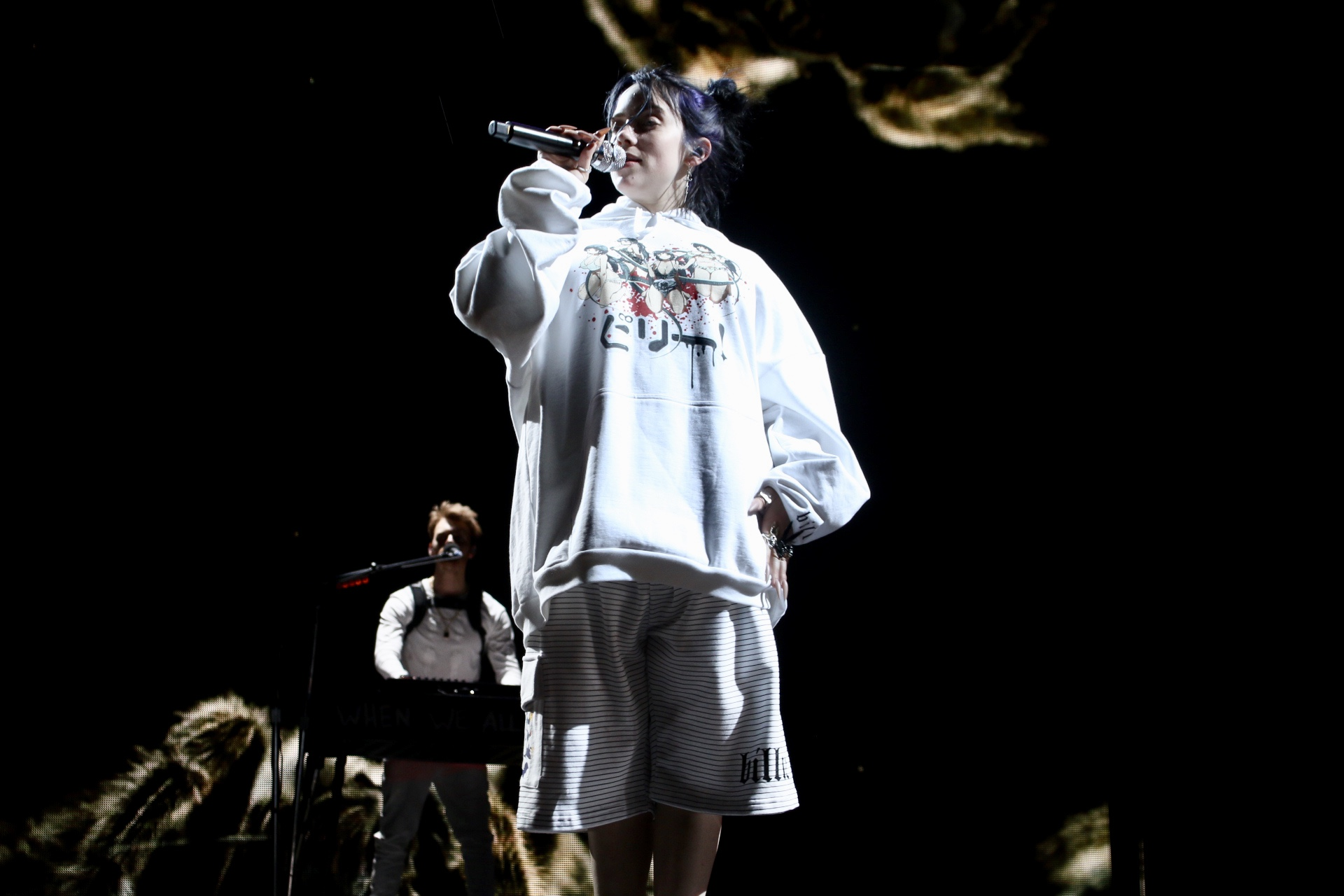
Billie Eilish in concerto nel maggio 2019

Al fine di promuovere ulteriormente l'album, il 4 febbraio 2019 Billie Eilish ha annunciato su Instagram il When We All Fall Asleep Tour, un tour mondiale con date in Oceania, America del Nord, America meridionale ed Europa, per un totale di 66 spettacoli. Il 27 settembre 2019 ha annunciato la seconda parte del tour, il Where Do We Go? World Tour, pubblicando una foto contenente le date e i luoghi in cui si sarebbe svolto.
Il 6 dicembre 2019 la cantante ha tenuto un concerto acustico speciale al The Blue Room di Nashville, evento successivamente immortalato nell'album dal vivo Live at Third Man Records, distribuito un mese esatto più tardi.

## Accoglienza
| Recensione           | Giudizio |
| -------------------- | -------- |
| AllMusic             |          |
| Clash                | 9/10     |
| Consequence          | A–       |
| DIY                  |          |
| Exclaim!             | 8/10     |
| musicOMH             |          |
| NME                  |          |
| Paste                | 7,3/10   |
| Pitchfork            | 7,2/10   |
| Rolling Stone        |          |
| Sputnikmusic         |          |
| The Austin Chronicle |          |
| The Daily Telegraph  |          |
| The Guardian         |          |
| The Independent      |          |
| The Irish Times      |          |
| The Line of Best Fit | 8,5/10   |
| The Quietus          | 8/10     |

L'album è stato accolto positivamente dalla critica specializzata, con Metacritic che ha rivelato un punteggio di 82 su 100 basato su ventuno recensioni, equivalente ad «acclamazione universale». Discorso analogo anche attraverso il portale AnyDecentMusic?, dove il disco ha una votazione media di 7,5 su 10 basandosi sulle valutazioni della critica. Neil McCormick del Daily Telegraph ha lodato in particolare i testi dell'album. Thomas Smith per il NME ha assegnato all'album cinque stelle mentre Matt Bobkin di Exclaim! ha lodato la varietà di generi dell'album e la produzione di O'Connell.
Neil Z. Yeung di AllMusic ha affermato che la cantante rappresenta un pubblico che affronta lotte di salute mentale durante la crescita, e che l'album ha aperto le porte per «un futuro luminoso, disordinato e pieno di speranza». Will Hodgkinson, scrivendo per The Times, ha elogiato la natura sicura del disco. Scrivendo una recensione per Pitchfork, Stacey Anderson ha accreditato il successo di When We All Fall Asleep alla «eccentricità inquietante» della cantante. Christopher Thiessen di Consequence ha elogiato «l'impressionante coesione e il coinvolgimento emotivo» dell'album.
Roisin O'Connor per The Independent ha assegnato una recensione negativa all'album, definendolo «noioso e gonfio» e definendo la sua produzione «scadente».

## Tracce
Testi e musiche di Billie Eilish O'Connell e Finneas O'Connell, eccetto dove indicato.
1. !!!!!!! – 0:13
2. Bad Guy – 3:14
3. Xanny – 4:03
4. You Should See Me in a Crown – 3:00
5. All the Good Girls Go to Hell – 2:48
6. Wish You Were Gay – 3:41
7. When the Party's Over – 3:16 (Finneas O'Connell)
8. 8 – 2:53
9. My Strange Addiction – 2:59 (Finneas O'Connell)
10. Bury a Friend – 3:13
11. Ilomilo – 2:36
12. Listen Before I Go – 4:02
13. I Love You – 4:51
14. Goodbye – 1:59

Tracce bonus nell'edizione giapponese
1. Come Out and Play – 3:30
2. When I Was Older (Music Inspired by the Film Roma) – 4:30

Traccia bonus nella riedizione giapponese
1. Bad Guy (with Justin Bieber) – 3:14

Tracce bonus nella ristampa
1. When I Was Older – 4:30
2. Bitches Broken Hearts – 2:56
3. Everything I Wanted – 4:05

## Formazione
- Billie Eilish – voce, produzione aggiuntiva (traccia 2)
- Finneas – produzione
- Rob Kinelski – missaggio
- John Greenham – mastering

## Successo commerciale

### America del Nord
When We All Fall Asleep, Where Do We Go? ha debuttato in vetta alla classifica statunitense Billboard 200 stabilendo il secondo debutto streaming femminile più alto e il terzo totale più alto in totale dietro a Thank U, Next di Ariana Grande, con 313 000 unità totali tra cui 170 000 pure. È ritornato alla prima posizione una seconda settimana non consecutiva nel maggio 2019. L'album ha reso Eilish la prima artista ad essere nata in questo secolo ad arrivare in vetta a questa classifica, così come la cantante più giovane ad aver raggiunto la vetta della classifica in dieci anni, da quando Demi Lovato ha fatto lo stesso con il suo album Here We Go Again, e la cantante più giovane a trascorrere più di una settimana alla prima posizione da quando Britney Spears ha pubblicato nel 1999 ...Baby One More Time. Nella settimana del 2 giugno 2019 ha riconquistato la vetta grazie a 62 000 unità, rendendolo il primo disco ad essere al vertice della classifica in tre periodi differenti da Views di Drake del 2016. A fine anno è risultato il secondo album più venduto in territorio statunitense, dietro solo Hollywood's Bleeding di Post Malone con 2 518 000 unità distribuite durante i suoi mesi di disponibilità. Subito dopo le vittorie ai Grammy Awards 2020, è risalito dal 10º al 3º posto totalizzando 62 000 unità e segnando così un incremento delle vendite del 77% rispetto alla settimana precedente.
In Canada l'album ha debuttato alla prima posizione con 46 000 unità, segnando il secondo miglior ingresso in classifica dell'anno fino a quel momento, dietro DNA dei Backstreet Boys, il migliore in assoluto per un album di debutto, superando Memories... Do Not Open dei The Chainsmokers e la miglior prima settimana streaming di un album di debutto, superando Invasion of Privacy di Cardi B. Dopo due settimane consecutive trascorse al secondo posto, è tornato in vetta grazie a 12 000 unità. Ha registrato altre quattro settimane non consecutive in cima alla classifica. È risultato l'album più venduto della prima metà del 2019 in territorio canadese con 174 000 unità. Alla fine dell'anno è arrivato a totalizzare 324 000 unità su suolo canadese, fra cui 37 000 CD, 24 000 download digitali e 8 000 vinili per un totale di 69 000 copie pure, rendendolo il secondo album di maggior successo dell'anno. Nel corso del 2020 l'album ha aggiunto al suo totale altre 145 000 unità, di cui 22 000 sono copie pure.

### Europa
Nel Regno Unito ha debuttato in testa alla Official Albums Chart vendendo 48 410 unità, di cui 25 343 derivanti dalle riproduzioni streaming nella sua prima settimana, rendendo l'interprete la più giovane ad arrivare prima in questa classifica. Ha mantenuto lo stesso piazzamento per una seconda settimana consecutiva, grazie ad ulteriori 16 922 unità e, pur registrando un calo del 50,42%, è divenuto il primo album di un'artista femminile solista a trascorrere le sue prime due settimane in vetta da I Dreamed a Dream di Susan Boyle del 2009. Dopo essere sceso alla 2ª posizione con 19 049 unità, è ritornato alla prima grazie a 15 134 unità, un decremento di vendite del 20,55% rispetto alla settimana precedente. È risultato il quarto album più venduto del 2019 nel paese, con una vendita pari a 370 000 copie. In Francia ha esordito alla 7ª posizione nella classifica ufficiale degli album redatta dalla Syndicat national de l'édition phonographique e alla 9ª sia in quella riguardante le copie fisiche che quella digitale. In Italia ha fatto il suo ingresso al 3º posto, scendendo poi al 5º nella seconda settimana, durante la quale è risultato essere l'unico album non in lingua italiana tra i primi venti posti. È risultato il quindicesimo album più venduto in territorio italiano nel 2019, il terzo tra quelli in lingua straniera.

### Oceania
In Australia ha debuttato alla prima posizione, rendendo Eilish la settima interprete più giovane a riuscirci e la più giovane in assoluto a trovarsi in cima sia alla classifica degli album che quella dei singoli, grazie a Bad Guy. Dopo aver mantenuto il medesimo piazzamento per una seconda settimana consecutiva, è stato rimpiazzato da Map of the Soul: Persona dei BTS per poi tornare primo durante la sua quarta settimana, rendendolo il terzo album dell'anno a riconquistare il titolo dopo il esordio iniziale. Nelle pubblicazioni datate il 3 e 17 giugno e il 1º e 15 luglio del medesimo anno è tornato in prima posizione, diventando il disco a trascorrerci più settimane da ÷ di Ed Sheeran del 2017. Alla fine del 2019 è risultato l'album più venduto dell'anno in Australia nella classifica stilata dalla ARIA Charts. In seguito alla nottata vittoriosa ai Grammy Awards 2020, ha completato un'ottava settimana non consecutiva al primo posto. Anche in Nuova Zelanda è entrato al primo posto, conseguendo il titolo di album più venduto del 2019 nel territorio.

## Classifiche

### Classifiche settimanali
| Classifica (2019-20) | Posizione massima |
| -------------------- | ----------------- |
| Argentina            | 2                 |
| Australia            | 1                 |
| Austria              | 1                 |
| Belgio (Fiandre)     | 1                 |
| Belgio (Vallonia)    | 5                 |
| Canada               | 1                 |
| Corea del Sud        | 24                |
| Croazia              | 1                 |
| Danimarca            | 1                 |
| Estonia              | 1                 |
| Finlandia            | 1                 |
| Francia              | 7                 |
| Germania             | 3                 |
| Giappone             | 5                 |
| Grecia               | 1                 |
| Irlanda              | 1                 |
| Islanda              | 1                 |
| Italia               | 3                 |
| Lettonia             | 1                 |
| Lituania             | 1                 |
| Messico              | 5                 |
| Norvegia             | 1                 |
| Nuova Zelanda        | 1                 |
| Paesi Bassi          | 1                 |
| Polonia              | 4                 |
| Portogallo           | 1                 |
| Regno Unito          | 1                 |
| Repubblica Ceca      | 1                 |
| Slovacchia           | 1                 |
| Spagna               | 2                 |
| Stati Uniti          | 1                 |
| Svezia               | 1                 |
| Svizzera             | 1                 |
| Ungheria             | 18                |

### Classifiche di fine anno
| Classifica (2019) | Posizione |
| ----------------- | --------- |
| Australia         | 1         |
| Austria           | 3         |
| Belgio (Fiandre)  | 2         |
| Belgio (Vallonia) | 23        |
| Bulgaria          | 10        |
| Canada            | 2         |
| Danimarca         | 3         |
| Estonia           | 1         |
| Finlandia         | 1         |
| Francia           | 40        |
| Germania          | 14        |
| Grecia            | 10        |
| Irlanda           | 3         |
| Islanda           | 1         |
| Italia            | 15        |
| Lettonia          | 1         |
| Messico           | 15        |
| Norvegia          | 1         |
| Nuova Zelanda     | 1         |
| Paesi Bassi       | 2         |
| Polonia           | 22        |
| Portogallo        | 7         |
| Regno Unito       | 4         |
| Repubblica Ceca   | 6         |
| Slovacchia        | 4         |
| Spagna            | 23        |
| Stati Uniti       | 1         |
| Svezia            | 1         |
| Svizzera          | 5         |
| Classifica (2020) | Posizione |
| Australia         | 3         |
| Austria           | 4         |
| Belgio (Fiandre)  | 3         |
| Belgio (Vallonia) | 14        |
| Canada            | 5         |
| Croazia           | 9         |
| Danimarca         | 5         |
| Finlandia         | 4         |
| Francia           | 41        |
| Germania          | 19        |
| Irlanda           | 4         |
| Islanda           | 5         |
| Italia            | 31        |
| Norvegia          | 5         |
| Nuova Zelanda     | 5         |
| Paesi Bassi       | 6         |
| Polonia           | 29        |
| Portogallo        | 10        |
| Regno Unito       | 4         |
| Slovacchia        | 3         |
| Spagna            | 26        |
| Stati Uniti       | 11        |
| Svezia            | 6         |
| Svizzera          | 3         |
| Classifica (2021) | Posizione |
| Australia         | 12        |
| Austria           | 9         |
| Belgio (Fiandre)  | 10        |
| Belgio (Vallonia) | 46        |
| Canada            | 22        |
| Danimarca         | 21        |
| Francia           | 49        |
| Germania          | 48        |
| Irlanda           | 23        |
| Islanda           | 13        |
| Italia            | 74        |
| Norvegia          | 13        |
| Nuova Zelanda     | 21        |
| Paesi Bassi       | 28        |
| Polonia           | 98        |
| Portogallo        | 59        |
| Regno Unito       | 33        |
| Spagna            | 43        |
| Stati Uniti       | 27        |
| Svezia            | 27        |
| Svizzera          | 16        |
| Classifica (2022) | Posizione |
| Australia         | 11        |
| Austria           | 22        |
| Belgio (Fiandre)  | 27        |
| Belgio (Vallonia) | 66        |
| Danimarca         | 57        |
| Germania          | 76        |
| Islanda           | 24        |
| Lituania          | 35        |
| Norvegia          | 32        |
| Nuova Zelanda     | 21        |
| Paesi Bassi       | 30        |
| Polonia           | 89        |
| Regno Unito       | 60        |
| Svezia            | 75        |
| Svizzera          | 40        |
| Classifica (2023) | Posizione |
| Islanda           | 60        |
| Norvegia          | 40        |
| Portogallo        | 82        |
| Ungheria          | 64        |
| Classifica (2024) | Posizione |
| Portogallo        | 37        |
| Ungheria          | 50        |

### Classifiche di fine decennio
| Classifica (2010-19) | Posizione |
| -------------------- | --------- |
| Norvegia             | 23        |
| Paesi Bassi          | 23        |
| Stati Uniti          | 53        |

### Classifiche di fine secolo
| Classifica (2000-2024) | Posizione |
| ---------------------- | --------- |
| Stati Uniti            | 17        |

### Classifiche di tutti i tempi
| Classifica (1958-2021) | Posizione |
| ---------------------- | --------- |
| Stati Uniti            | 30        |